# Antipodeans
Die Antipodeans Exhibition war ein wichtiges historisches Ereignis in der australischen Kunstszene und fand vom 4. bis 15. August 1959 in der Victorian Artists' Society in Melbourne statt. Organisiert wurde sie von einer Gruppe von sieben in Melbourne ansässigen Künstlern: Charles Blackman (1928–2018), Arthur Boyd (1920–1999), David Boyd (1924–2011), John Brack (1920–1999), Robert Dickerson (1924–2015), John Perceval (1923–2000), Clifton Pugh (1924–1990), sowie dem Kunsthistoriker Bernard Smith (1916–2011).

## Gründung der Gruppe
Im Februar 1959 trafen sich sieben Künstler und ein Historiker in Melbourne, um die Tradition des Gegenständlichen in der Kunst zu verteidigen. Die Gründung der Gruppe Antipodeans und ihre Einzelausstellung Antipodeans in der Victorian Artists' Society im August 1959 waren von der Erkenntnis getragen, dass die abstrakte Kunst bei Kritikern und Publikum in Australien und im Ausland auf dem Vormarsch war. Die Bedeutung der Gruppe Antipodeans in der australischen Kunstgeschichte liegt vor allem in ihrer scharfen Ablehnung der abstrakten Kunst im Antipodean Manifesto, einem von Bernard Smith verfassten und von den ausstellenden Künstlern unterzeichneten Essay, der dem Ausstellungskatalog beigefügt war. Das Manifest behauptete, die Kunst der „Tachisten, Aktionsmaler, geometrischen Abstraktionisten und abstrakten Expressionisten“ sei „keine Kunst für unsere Zeit ... keine Kunst für lebende Menschen“.

## Hintergrund
Die Antipodeans waren die Erben einer starken figurativen Tradition in Melbourne, die mit der modernistischen Dichterschule der 1940er Jahre, den Angry Penguins, verbunden war. Zum Teil waren Freundschaft und eine gemeinsame Geschichte der Grund für ihren formalen Zusammenschluss, aber der Katalysator war Bernard Smith, Kunsthistoriker an der Universität von Melbourne. Zu den Künstlern gehörten Charles Blackman, Arthur Boyd, David Boyd, John Brack, Robert Dickerson, John Perceval und Clifton Pugh. Nur Dickerson, der in Sydney lebte und arbeitete, nahm nicht an den Treffen der Gruppe teil.
Die meisten von ihnen genossen einen guten Ruf auf lokaler Ebene und waren in den 1950er Jahren aktive Mitglieder der Contemporary Art Society. Sie teilten das Engagement für die figurative Malerei, auch wenn es deutliche stilistische Unterschiede zwischen ihnen gab. Diese Künstler, die 1959 zwischen 30 und 40 Jahre alt waren, sahen sich als Repräsentanten der australischen kulturellen Identität und waren besorgt, dass ihre Arbeit durch die wachsende Unterstützung der abstrakten Kunst auf nationaler und möglicherweise internationaler Ebene an den Rand gedrängt werden könnte.

## Name
Der Name „Antipodeans“ wurde von Bernard Smith vorgeschlagen, um den Platz der Gruppe in der Welt zu definieren, ohne offensichtlich nationalistisch zu sein. Die geografische Spezifität des Begriffs „Antipode“ und seine umfassendere Bedeutung als diametraler Gegensatz zu etwas, normalerweise Europa, unterstützen die Vorstellung, dass eine von Smiths ursprünglichen Bestrebungen bei der Gründung der Gruppe darin bestand, seine Kritik an der internationalen Moderne in deren Zentrum zu stellen – durch Ausstellungen in London zu einer Zeit, als die australische Kunst dort ihre Wirkung zu entfalten begann. Eine Londoner Ausstellung der Antipodeans kam jedoch nicht zustande, obwohl jeder der Künstler 1961 in einer viel umfassenderen Ausstellung australischer Kunst in der Whitechapel Art Gallery vertreten war, die von deren Direktor Bryan Robertson kuratiert wurde.
In den Jahren unmittelbar vor und nach der Ausstellung Antipodeans gab es einen ständigen Diskurs zwischen den Befürwortern der Abstraktion und denen, die sie mehr oder weniger ablehnten. Es gab auch eine lautstarke und gut informierte pluralistische Position, die von einigen Kritikern, Kunstverwaltern und Mäzenen sowie von vielen Künstlern und Händlern vertreten wurde. Rückblickend lässt sich feststellen, dass sich diese Debatten um bestimmte Ausstellungen und deren kritische Rezeption drehten. Mit ihrer Ausstellung von 1959 warfen die Antipodeans dieser breiten Diskussion den Fehdehandschuh hin, indem sie in den Monaten vor der Ausstellung signalisierten, dass sie sich als Verteidiger einer Tradition in der Kunst, nämlich der des figurativen Bildes, positionieren wollten.

## Antipodean Manifesto
Das Antipodean Manifesto war eine Reaktion auf den beachtlichen Publikumserfolg der Museumsausstellung The New American Painting, einer vom New Yorker Museum of Modern Art organisierten Überblicksausstellung über den abstrakten Expressionismus, die in den Jahren 1958 und 1959 durch Europa tourte. Die australischen Maler befürchteten, dass die amerikanische Abstraktion zur neuen Orthodoxie werden würde und dass die Intoleranz gegenüber der von ihnen praktizierten figurativen Kunst der Moderne international zunehmen würde. In ihrem Manifest warnten sie daher vor der unkritischen Übernahme ausländischer Moden, insbesondere des amerikanischen abstrakten Expressionismus, durch Künstler.
| Originaltext | Deutsch |
| --- | --- |
| Let it be said in the first place that we have all played a part in that movement which has sought for a better understanding of the work of contemporary artists both here and abroad. Indeed, we are, in no uncertain sense, members of the modern movement in art. We take cognisance of all that has happened in art during the past fifty years-not to do so would be folly. | Zunächst einmal sei gesagt, dass wir alle an dieser Bewegung teilgenommen haben, die sich um ein besseres Verständnis der Werke zeitgenössischer Künstler im In- und Ausland bemüht hat. Wir sind in der Tat im wahrsten Sinne des Wortes Mitglieder der modernen Bewegung in der Kunst. Wir nehmen alles zur Kenntnis, was in den letzten fünfzig Jahren in der Kunst geschehen ist – es wäre töricht, dies nicht zu tun. |
| But today we believe, like many others, that the existence of painting as an independent art is in danger. Today tachistes, action painters, geometric abstractionists, abstract expressionists and their innumerable band of camp followers threaten to benumb the intellect and wit of art with their bland and pretentious mysteries. The art which they champion is not an art sufficient for our time, it is not an art for living men. It reveals, it a seems to us, a death of the mind and spirit. | Aber heute glauben wir, wie viele andere auch, dass die Existenz der Malerei als eigenständige Kunst in Gefahr ist. Heute drohen Tachisten, Aktionsmaler, geometrische Abstrakte, abstrakte Expressionisten und ihre zahllose Schar von Mitläufern den Intellekt und den Witz der Kunst mit ihren faden und prätentiösen Mysterien zu betäuben. Die Kunst, für die sie eintreten, ist keine Kunst, die unserer Zeit genügt, sie ist keine Kunst für lebende Menschen. Sie offenbart, so scheint es uns, einen Tod des Geistes und der Seele. |
| And yet wherever we look, New York, Paris, London, San Francisco or Sydney, we see young artists dazzled by the luxurious pageantry and colour of non-figuration. It has become necessary therefore for us to point out, as clearly and as unmistakably as we can, that the great Tachiste Emperor has no clothes-nor has he a body. He is only a blot-a most colourful, elegant and shapely blot. | Doch wohin wir auch blicken, ob in New York, Paris, London, San Francisco oder Sydney, überall sehen wir junge Künstler, die von dem luxuriösen Prunk und den Farben der Ungegenständlichkeit geblendet sind. Es ist daher notwendig geworden, dass wir so klar und unmissverständlich wie möglich darauf hinweisen, dass der große Kaiser der Tachisten weder Kleider noch einen Körper hat. Er ist nur ein Fleck – ein äußerst farbenfroher, eleganter und formschöner Fleck. |
| Modern art has liberated the artist from his bondage to the world of natural appearances, it has not imposed upon him the need to withdraw from life. The widespread desire, as it is claimed, to 'purify' painting has led many artists to claim that they have invented a new language. We see no evidence at all of the emergence of such a new language nor any likelihood of its appearance. Painting for us is more than paint. Certainly the non-figurative arts can express moods and attitudes, but they are not capable of producing a new artistic language. We are not, it seems to us, witnessing in non-figuration the emergence of an utterly new form of art. We are witnessing yet another attempt by puritan and iconoclast to reduce the living speech of art to the silence of decoration. | Die moderne Kunst hat den Künstler von seiner Bindung an die Welt der natürlichen Erscheinungen befreit, sie hat ihm nicht die Notwendigkeit auferlegt, sich aus dem Leben zurückzuziehen. Der weit verbreitete Wunsch, die Malerei zu „reinigen“, wie behauptet wird, hat viele Künstler zu der Behauptung verleitet, sie hätten eine neue Sprache erfunden. Wir sehen keinerlei Anzeichen für die Entstehung einer solchen neuen Sprache und auch keine Wahrscheinlichkeit für ihr Erscheinen. Malerei ist für uns mehr als Farbe. Sicherlich können die nicht-figurativen Künste Stimmungen und Haltungen ausdrücken, aber sie sind nicht in der Lage, eine neue künstlerische Sprache hervorzubringen. |
| Art is, for the artist, his speech, his way of communication. And the image, the recognisable shape, the meaningful symbol, is the basic unit of his language. Lines, shapes and colours though they may be beautiful and expressive are by no means images. For us the image is a figured shape or symbol fashioned by the artist from his perceptions and imaginative experience. It is born of past experience and refers back to past experience-and it communicates. It communicates because it has the capacity to refer to experiences the artist shares with his audience. | Die Kunst ist für den Künstler seine Sprache, seine Art der Kommunikation. Und das Bild, die erkennbare Form, das bedeutungsvolle Symbol, ist die Grundeinheit seiner Sprache. Linien, Formen und Farben, so schön und ausdrucksstark sie auch sein mögen, sind noch lange keine Bilder. Für uns ist das Bild eine figurative Form oder ein Symbol, das der Künstler aus seinen Wahrnehmungen und seiner Vorstellungskraft geschaffen hat. Es entspringt einer vergangenen Erfahrung und verweist auf eine vergangene Erfahrung – und es kommuniziert. Es kommuniziert, weil es die Fähigkeit hat, sich auf Erfahrungen zu beziehen, die der Künstler mit seinem Publikum teilt. |
| Art is willed. No matter how much the artist may draw upon the instinctive and unconscious levels of his experience a work of art remains a purposive act, a humanisation of nature. The artist's purpose achieves vitality and power in his images. Take the great black bull of Lascaux, for example, an old beast and a powerful one, who has watched over the birth of many arts and many mythologies. He is endowed with a vitality which is an emblem of life itself. Destroy the living power of the image and you have humbled and humiliated the artist, have made him a blind and powerless Samson fit only to grind the corn of Philistines. | Kunst ist gewollt. Wie sehr der Künstler auch auf die instinktiven und unbewussten Ebenen seiner Erfahrung zurückgreifen mag, ein Kunstwerk bleibt ein zielgerichteter Akt, eine Vermenschlichung der Natur. Die Absicht des Künstlers verleiht seinen Bildern Vitalität und Kraft. Nehmen wir zum Beispiel den großen schwarzen Stier von Lascaux, ein altes und mächtiges Tier, das über die Entstehung vieler Künste und Mythologien gewacht hat. Er ist mit einer Vitalität ausgestattet, die ein Sinnbild des Lebens selbst ist. Zerstöre die lebendige Kraft des Bildes und du hast den Künstler gedemütigt und erniedrigt, hast ihn zu einem blinden und kraftlosen Samson gemacht, der nur dazu geeignet ist, das Korn der Philister zu mahlen. |
| As Antipodeans we accept the image as representing some form of acceptance of, and involvement in life For the image has always been concerned with life, whether of the flesh or of the spirit. Art cannot live much longer feeding upon the disillusions of the generation of 1914. Today Dada is as dead as the dodo and it is time we buried this antique hobby-horse of our fathers. | Als Antipoden akzeptieren wir das Bild als eine Form der Akzeptanz des Lebens und der Beteiligung am Leben, denn das Bild hat sich immer mit dem Leben befasst, sei es mit dem Fleisch oder dem Geist. Die Kunst kann sich nicht mehr lange von den Desillusionen der Generation von 1914 ernähren. Heute ist Dada so tot wie ein Dodo, und es ist an der Zeit, dass wir dieses antike Steckenpferd unserer Väter begraben. |
| When we look about us there still seems much to be done in art worth doing. People, their surroundings and the past that made them are still subjects, we should like to point out, worthy of the consideration of the artist. We are not, of course, seeking to create a national style. But we do seek to draw inspiration from our own lives and the lives of those about us. Life here in this country has similarities to life elsewhere and also significant differences. Our experience of this life must be our material. We believe that we have both a right and a duty to draw upon our experience both of society and nature in Australia for the materials of our art. For Europeans this country has always been a primordial and curious land. To the ancients the antipodes was a kind of nether world, to the peoples of the Middle Ages its forms of life were monstrous, and for us, Europeans by heritage (but not by birth) much of this strangeness lingers. It is natural therefore that we should see and experience nature differently in some degree from the artists of the northern hemisphere. | Wenn wir uns umschauen, scheint es in der Kunst noch viel zu geben, was es wert ist, getan zu werden. Die Menschen, ihre Umgebung und die Vergangenheit, die sie hervorgebracht hat, sind immer noch Themen, die es wert sind, von Künstlern betrachtet zu werden. Natürlich versuchen wir nicht, einen nationalen Stil zu schaffen. Aber wir versuchen, uns von unserem eigenen Leben und dem Leben der Menschen um uns herum inspirieren zu lassen. Das Leben hier in diesem Land hat Ähnlichkeiten mit dem Leben anderswo, aber auch bedeutende Unterschiede. Unsere Erfahrungen mit diesem Leben müssen unser Material sein. Wir glauben, dass wir sowohl das Recht als auch die Pflicht haben, unsere Erfahrungen mit der Gesellschaft und der Natur in Australien als Material für unsere Kunst zu nutzen. Für die Europäer war dieses Land schon immer ein ursprüngliches und seltsames Land. Für die Menschen der Antike waren die Antipoden eine Art Unterwelt, für die Völker des Mittelalters waren ihre Lebensformen monströs, und für uns, die wir Europäer durch unsere Herkunft (aber nicht durch unsere Geburt) sind, bleibt viel von dieser Fremdartigkeit bestehen. Es ist daher nur natürlich, dass wir die Natur in gewissem Maße anders sehen und erleben als die Künstler der nördlichen Hemisphäre. |
| We live in a young society still making its myths. The emergence of myth is a continuous social activity. In the growth and transformation of its myths a society achieves its own sense of identity. In this process the artist may play a creative and liberating role. The ways in which a society images its own feelings and attitudes in myth provides him with one of the deepest sources of art. | Wir leben in einer jungen Gesellschaft, die noch an ihren Mythen arbeitet. Die Entstehung von Mythen ist eine kontinuierliche soziale Aktivität. Im Wachstum und in der Verwandlung ihrer Mythen erlangt eine Gesellschaft ihren eigenen Sinn für Identität. In diesem Prozess kann der Künstler eine kreative und befreiende Rolle spielen. Die Art und Weise, wie eine Gesellschaft ihre eigenen Gefühle und Haltungen im Mythos abbildet, bietet ihm eine der tiefsten Quellen der Kunst. |
| Nevertheless our final obligation is neither to place nor nation. So far as we are concerned the society of man is indivisible and we are in it. When we think of all that has happened to people like ourselves during the last fifty years we know that we do not fully understand them-and we want to. How can they bear living ? But they do. So we want to ask questions. If such an aim is impure then we would say that purism leads to puritanism, puritanism to image-smashing, and image-smashing, after an Indian summer of decorative luxury, to the death of art. | Dennoch sind wir letztlich weder dem Ort noch der Nation verpflichtet. Für uns ist die Gesellschaft des Menschen unteilbar, und wir sind Teil von ihr. Wenn wir an all das denken, was Menschen wie uns in den letzten fünfzig Jahren widerfahren ist, wissen wir, dass wir sie nicht ganz verstehen – und wir wollen es. Wie können sie das Leben ertragen? Aber sie tun es. Also wollen wir Fragen stellen. Wenn ein solches Ziel unrein ist, dann würden wir sagen, dass der Purismus zum Puritanismus führt, der Puritanismus zur Bildzerstörung, und die Bildzerstörung nach einem Indian Summer des dekorativen Luxus zum Tod der Kunst. |
| If the triumph of non-figurative art in the West fills us with concern so, too, does the dominance of socialist realism in the East. Socialist realism, as we understand it, places too many restraints upon the independent creative activity of the artist for it to produce work of vitality and power. We wish to stress that in defending the image we are not seeking to return to naturalistic forms of painting and sculpture but are defending something which is vital to the life of art itself. | Wenn der Triumph der ungegenständlichen Kunst im Westen uns mit Sorge erfüllt, so gilt dies auch für die Dominanz des sozialistischen Realismus im Osten. Der sozialistische Realismus, wie wir ihn verstehen, schränkt die unabhängige schöpferische Tätigkeit des Künstlers zu sehr ein, als dass er ein Werk von Vitalität und Kraft hervorbringen könnte. Wir möchten betonen, dass es uns bei der Verteidigung des Bildes nicht darum geht, zu den naturalistischen Formen der Malerei und der Bildhauerei zurückzukehren, sondern etwas zu verteidigen, das für das Leben der Kunst selbst unerlässlich ist. |
| We want to say, finally, that we are more directly concerned with our own art, more involved in it, than in anything else. This is not escapism. It is simply a recognition that the first loyalty of an artist is to his art. Today that loyalty requires, beyond all else, the defence of the image. | Wir wollen schließlich sagen, dass wir uns mehr als alles andere mit unserer eigenen Kunst beschäftigen, in sie involviert sind. Das ist kein Eskapismus. Es ist einfach die Erkenntnis, dass die erste Loyalität eines Künstlers seiner Kunst gilt. Heute erfordert diese Loyalität vor allem die Verteidigung des Bildes. |
| CHARLES BLACKMAN0000ARTHUR BOYD0000DAVID BOYD0000JOHN BRACK BOB DICKERSON0000JOHN PERCEVAL0000CLIFTON PUGH0000BERNARD SMITH | |